# Държавна опера Варна
Варненската опера, известна също като Държавна опера Варна и Оперно-филхармонично дружество – Варна, е водещо културно учреждение във Варна.
Понастоящем ползва красива сграда в стил барок заедно с Драматичния театър „Стоян Бъчваров“, разположена на централния градски площад „Независимост“.

## История
Сградата на театъра и операта е проектирана от архитект Никола Лазаров, автор също на проекта на Народния театър в София. Първата копка е направена през 1912 г. Строежът завършва едва след Първата световна война и театърът се настанява в сградата през 1932 г.
Операта е регистрирана на 6 април 1947 г. и е официално открита на 1 август същата година. Нейният първи главен художествен ръководител е известният български певец Петър Райчев.
През 1999 г. Варненската опера се обединява с Варненската филхармония като държавен културен институт с името Оперно-филхармонично дружество – Варна.